# Artediellus aporosus
Artediellus aporosus är en fiskart som beskrevs av Soldatov 1922. Artediellus aporosus ingår i släktet Artediellus och familjen simpor. Inga underarter finns listade i Catalogue of Life.